# Chris Andersen
Christopher Claus "Chris" Andersen (Long Beach, Califòrnia, 7 de juliol de 1978) és un jugador professional de bàsquet de la NBA. Actualment juga als Cleveland Cavaliers. És conegut amb el sobrenom “Birdman”, el qual li posaren els seus companys d'equip dels Denver Nuggets a causa dels seus magnífics salts per a esmaixar.

## Joventut
Chris Andersen és fill de Linda Holubec i Claus Andersen, els dos procedents de California, tot hi que per Andersen aquest no és el seu pare realment, ja que els va abandonar quan ell era ben petit. Es van mudar a Texas, on va jugar, en Iola, al beisbol. Però es va cansar. Es va passar al football ... però també es va cansar. I llavors ... va arribar el bàsquet.
En aquell temps, Chris era un noi alt i espigat, però sense cos. El seu entrenador de bàsquet de l'equip va veure en ell a un nen fluix i es va apiadar d'aquella situació. Va ser llavors quan el va agafar per separat i l'hi va ensenyar tot el que sabia. Mai abans ningú li havia donat una oportunitat, i aquell noi, de només 14 anys, sentia com no podia deixar-la passar. Es va posar a fer peses com un boig i finalment va acabar guanyant el múscul que aquest esport li requeria. El problema de tot allò és que en Chris mai anava a classe, per tant moltes universitats prestigioses que es varen fixar en ell hi van renunciar a causa de les seves desastroses notes.Finalment en Chris va ingressar a Blinn Junior College, a Brenham, on s'hi va estar un any i va destacar com un defensor total.
No era particularment talentós (mai ho ha estat), però les seves condicions físiques i, sobretot el seu salt, li van permetre fer la mitjana 11 punts, 8 rebots ... i 5 taps per partit, en només 19 minuts en pista.

## Aventura a la Xina
El problema d'en Chris, però, seguien sent els diners. La seva família en necessitava i ell era la seva única esperança, per tant va volar a la Xina per a jugar amb els Jiangsu Nangang. Allà hi va estar tan sols una temporada (1999/2000), i hi va destacar enormement, el que va fer que tornés a interessar als Estats Units.

## Primers anys a la NBA
El 2001 tornava als Estats Units, signat per Fayetteville Patriots, equip de la D-League (Lliga de Desenvolupament). Després de només dos partits amb ells, Chris va ser anomenat, de manera sorprenent, per Denver Nuggets, de la NBA, i entrenats, en aquell moment, per Jeff Bzdelik. Chris es convertia, d'aquesta manera, en el primer jugador de la D- League a ser cridat per un equip de la NBA. Semblava que la vida canviava, de manera sorprenent, per Andersen.
Va signar amb els de Denver el 21 de novembre de 2001, a raó d'un any, i 289. 747 $, però seguiria amb ells fins a 2004. A partir de signar amb els Nuggets, en Chris va anar “mutant”. A poc a poc va anar adquirint més tatuatges per tot el cos. Les festes extraesportives van anar augmentant, i a poc a poc quedava menys d'en Chris abans de firmar el contracte amb els Nuggets.
El 2006 va firmar amb els New Orleans Hornets, l'últim equip amb el qual en Chris va estar abans de la seva suspensió. Allà i va estar 2 anys i va tenir un rendiment notable, jugant de pivot suplent de garanties. Però, com s'ha comentat anteriorment, la vida personal d'en Chris era desastrosa. Els tatuatges fruit de festes descontrolades i amistats perilloses eren ja innumerables. Els diners que en Chris havia regalat a amics i amants sense pensar-s'ho dues vegades ja eren incalculables, i la bombolla on vivia va acabar explotant.

## Suspensió
El mateix 2016, en Chris va donar el seu quart positiu ens controls anti-doping. El problema era que fins ara els tres anteriors havien estat de marihuana i altres drogues toves, però aquesta quarta vegada havia donat positiu en cocaïna. Això va causar un gran rebombori entre aficionats i directius de la NBA, i tot això va causar la seva expulsió de la lliga durant els següents 2 anys. Molts el donaren ja per mort.

## Carrera esportiva post-suspensió
Després de dos anys rehabilitant-se i entrenant-se a fons va tornar a la lliga el gener de 2008 com a jugador dels Denver Nuggets. Allà es va estar fins al 2012, ja que els Nuggets van rescindir el seu contracte, ja que creien que ja no podia aportar més a l'equip. Llavors es va quedar sense franquícia per a servir fins al 2013, quan va firmar un contracte de 10 dies per a jugar amb els Miami Heat. Una vegada acabats aquest 10 dies, Heat va pensar que el rendiment d'en Chris havia estat bo i l'hi van oferir un contracte pel que quedava de temporada. Evidentment en Chris va acceptar i a partir del seu bon rendiment aquell any ara mateix encara està jugant als Miami Heat.

## Estadístiques com a professional[1]
| Estadístiques Totals de Chris Andersen en la seva carrera NBA |       |     |        |             |       |             |       |       |       |      |     |     |     |       |       |
| Temp                                                          | Eq.   | PJ  | Min    | TC          | T3    | TL          | rebO  | rebD  | reb   | asis | rob | per | tap | fp    | pts   |
| 01-02                                                         | den   | 24  | 262    | 25/74       | 0/4   | 22/28       | 38    | 38    | 76    | 7    | 7   | 13  | 28  | 35    | 72    |
| 02-03                                                         | den   | 59  | 907    | 114/285     | 0/1   | 77/140      | 109   | 165   | 274   | 32   | 30  | 60  | 60  | 90    | 305   |
| 03-04                                                         | den   | 71  | 1.029  | 90/203      | 0/1   | 63/107      | 89    | 209   | 298   | 35   | 34  | 48  | 114 | 119   | 243   |
| 04-05                                                         | noh   | 67  | 1.430  | 191/358     | 0/3   | 131/190     | 137   | 273   | 410   | 71   | 14  | 64  | 100 | 144   | 513   |
| 05-06                                                         | noo   | 32  | 570    | 56/98       | 0/0   | 49/103      | 61    | 94    | 155   | 6    | 8   | 26  | 41  | 84    | 161   |
| 07-08                                                         | noh   | 5   | 34     | 2/7         | 0/0   | 2/4         | 2     | 7     | 9     | 0    | 0   | 1   | 4   | 6     | 6     |
| 08-09                                                         | den   | 71  | 1.460  | 160/292     | 2/10  | 130/181     | 163   | 279   | 442   | 31   | 41  | 69  | 175 | 174   | 452   |
| 09-10                                                         | den   | 76  | 1.692  | 142/251     | 0/3   | 164/236     | 147   | 336   | 483   | 33   | 42  | 59  | 144 | 171   | 448   |
| 10-11                                                         | den   | 45  | 732    | 82/136      | 0/1   | 86/135      | 74    | 144   | 218   | 20   | 23  | 25  | 59  | 79    | 250   |
| 11-12                                                         | den   | 32  | 486    | 59/108      | 0/0   | 50/82       | 48    | 100   | 148   | 6    | 19  | 17  | 46  | 52    | 168   |
| 12-13                                                         | mia   | 42  | 624    | 71/123      | 2/3   | 63/93       | 57    | 115   | 172   | 17   | 16  | 24  | 44  | 89    | 207   |
| 13-14                                                         | mia   | 72  | 1.396  | 177/275     | 3/12  | 120/169     | 129   | 250   | 379   | 19   | 32  | 53  | 97  | 162   | 477   |
| 14-15                                                         | mia   | 60  | 1.132  | 120/207     | 4/13  | 76/114      | 76    | 223   | 299   | 43   | 26  | 40  | 61  | 88    | 320   |
| 15-16                                                         | mia   | 7   | 36     | 4/10        | 2/5   | 3/4         | 3     | 6     | 9     | 3    | 1   | 2   | 3   | 4     | 13    |
| Total                                                         | Total | 663 | 11.790 | 1.293/2.427 | 13/56 | 1.036/1.586 | 1.133 | 2.239 | 3.372 | 323  | 293 | 501 | 976 | 1.297 | 3.635 |

- TC-> Tirs de camp
- T3->Tirs de tres punts
- RebO-> Rebots ofensius
- RebD-> Rebots defensius